# Feedback
Feedback（フィードバック）は、沖縄県を中心に運営している音声制作プロダクション会社。
Podcast番組のポータルサイト「CLICK VOICE」を制作、配信している。

## 制作コンテンツ
- AM、FM局でのラジオ番組制作のほか、コミュニティFMやインターネットラジオの番組制作。
- ラジオ・テレビ用CM音声コンテンツの制作およびナレーション。
- ポッドキャスト番組の企画、制作。サーバやブログの設定、およびiTunes Storeへの登録設定。
- ラジオ番組とポッドキャスト、ブログ、ウェブサイトを融合させたクロスメディア戦略とマーケティングのサポート。

## これまでの仕事（ラジオ番組・webラジオ）

### FM沖縄
- Southern station
- 人間大好きリレージョッキー
- RADIO dub
- ワンダフルワールド
- ポップンロールステーション
- Groobug
- RAD-io
- Hunny Sounds II
- ブルーシール・ミュージック・フレヴァー

その他　各番組オープニングタイトル／ジングル 

### RBC
- Chez Moi 私の家

### FMちゃたん
- イブニングセッション

### てぃーだブログ
- girls' talk 女の子の部屋
- てぃーラジヲ
- チビかつ商店3丁目
- GELOBELLO

### イベント
- girls' talk